# Ascotis rousseli
Ascotis rousseli är en fjärilsart som beskrevs av Charles Oberthür 1913. Ascotis rousseli ingår i släktet Ascotis och familjen mätare. Inga underarter finns listade i Catalogue of Life.